# Округ Киокак (Ајова)
Киокак (енгл. Keokuk County) је округ у америчкој савезној држави Ајова.

## Демографија
По попису из 2010. године број становника је 10.511, што је 889 (-7,8%) становника мање 2000. године.
| Група             | 2000.          | 2010.          |
| Белци             | 11.260 (98,8%) | 10.286 (97,9%) |
| Афроамериканци    | 8 (0,1%)       | 50 (0,5%)      |
| Азијати           | 26 (0,2%)      | 18 (0,2%)      |
| Хиспаноамериканци | 61 (0,5%)      | 90 (0,9%)      |
| Укупно            | 11.400         | 10.511         |